# Prințul Adalbert de Bavaria (1886-1970)
Prințul Adalbert de Bavaria (germană Adalbert Alfons Maria Ascension Antonius Hubertus Joseph omnes sancti Prinz von Bayern; 3 iunie 1886 – 29 decembrie 1970) a fost membru al casei regale de Wittelsbach, autor, istoric, militar și ambasador german în Spania.

## Primii ani
Adalbert s-a născut la palatul Nymphenburg din München, Bavaria. A fost al doilea fiu al Prințului Ludwig Ferdinand al Bavariei și al soției acestuia, Infanta María de la Paz a Spaniei.
După ce a terminat școala, Adalbert a intrat în armata bavareză și a fost ofițer în timpul Primului Război Mondial. A servit în artilerie, fiind comandant de baterie, apoi, mai târziu, a făcut parte din "German General Staff" și a fost ofițer de cavalerie atât pe frontul din est cât și pe cel din est.

## Anii 1920-1940
După înfrângerea Germaniei în 1918, Prințul Adalbert a părăsit armata și a început să studieze istoria la Universitatea Ludwig Maximilian din München; mai târziu a publicat mai multe lucrări despre istoria regală și bavareză. Odată cu izbucnirea celui de-Al Doilea Război Mondial Adalbert a fost rechemat în armată și a servit ca ofițer de stat major sub conducerea unui prieten apropiat al familiei, Wilhelm Ritter von Leeb.
Împreună cu corpul C al armatei germane, el a luat parte la invazia Franței dar revenirea sa în armata germană a fost de scurtă durată. La începutul anului 1941, Prințul Adalbert a fost eliberat de toate îndatoririle sale ca rezultat al așa numitului Prinzenerlass. Prin acest decret, Hitler a ordonat ca toți membrii ai fostelor case regale germane să le fie interzise aderarea sau participarea la orice operațiune militară în cadrul Wehrmacht. Mai târziu, în mai 1941, Prințul Adalbert a fost dat afară din armată și s-a retras la castelul familiei Hohenschwangau, în sudul Bavariei, unde a trăit restul războiului. 

## După ce de-al doilea război mondial
După război a lucrat pentru o scurtă vreme la Crucea Roșie bavareză, iar în 1952 a fost numit de Konrad Adenauer ambasador al Republicii Federale a Germaniei în Spania. A rămas la post până în 1956.

## Căsătorie
La 12 iunie 1919 Prințul Adalbert s-a căsătorit cu Contesa Auguste von Seefried auf Buttenheim, fiica contelui Otto von Seefried auf Buttenheim și a Prințesei Elisabeta Maria de Bavaria. Nunta a avut loc la Salzburg, Austria. Cuplul a avut doi fii:
- Prințul Constantin de Bavaria (1920–1969)
- Prințul Alexandru de Bavaria (1923–2001)

Prințul Adalbert de Bavaria a murit la 29 decembrie 1970 la München, la vârsta de 84 de ani, fiind înmormântat la cimitirul mănăstirii Andechs din Bavaria.